# Ана Пападопулу
Ана Хараламбу Пападопулу е българска театрална и филмова актриса от гръцки произход.

## Биография
Родена е на 31 декември 1978 г. в град София. Израства в България в лекарско семейство с гръцки произход.
Завършва актьорско майсторство в НАТФИЗ „Кръстьо Сарафов“ в класа на професор Стефан Данаилов през 2000 г. Три години по-рано дебютира в Народния театър с ролята на Ана в „На дъното“ от Максим Горки. Сред постановките, в които е играла, са „С любовта шега не бива“, „Домът на Бернарда Алба“, „Пушката ще гръмне след антракта“ и др. Участва в постановките на Театър 199: „Рибарят и неговата душа“ по Оскар Уайлд и „Пиесата за бебето“ от Едуард Олби.

## Награди
- 2001 – Награда за дебют „Невена Коканова“ за филма „Писмо до Америка“.
- 2018 – Награда „Аскеер“ в категорията „Поддържаща женска роля“ в пиесата „Лисичета“ в ролята на Бърди

## Филмография
- „Тревожност" (2024)- д-р Магдалена Ясенова; детски психолог
- „Чичо Коледа“ (2021) - дъщерята на Маестрото
- „Отдел Издирване“ (2021, сериал) – Ралица Петкова[1]
- „Откраднат живот“ (2018) – Ева[2]
- „Маймуна“ (2016) – Неда
- „Досието Петров“ (2015) – Мария
- „Четвърта власт“ (2013) - Стела Кръстанова
- „Мисия Лондон“ (2010) – Катя
- „Светът е голям и спасение дебне отвсякъде“ (2008) – Яна[3]
- „Патриархат“ (7-сер. тв, 2005) – Симеонка (в серия: III)
- „Биволът“ (2004)
- „Тайната вечеря на Дякона Левски“ (2003) – Мария
- „Опашката на дявола“ (2001) – Марта
- „Писмо до Америка“ (2001) – Нина
- „Вълкадин говори с Бога“ (1995) – Милена

## Личен живот
Има син, Богдан, от режисьора Стоян Радев (с когото е разделена).